# Шиманув (Тшебницький повіт)
Шиманув (пол. Szymanów, нім. Simsdorf) — село в Польщі, у гміні Вішня-Мала Тшебницького повіту Нижньосілезького воєводства.
Населення — 932 особи (2011).
У 1975-1998 роках село належало до Вроцлавського воєводства.

## Демографія
Демографічна структура станом на 31 березня 2011 року:
|          | Загалом | Допрацездатний вік | Працездатний вік | Постпрацездатний вік |
| -------- | ------- | ------------------ | ---------------- | -------------------- |
| Чоловіки | 442     | 95                 | 319              | 28                   |
| Жінки    | 490     | 102                | 310              | 78                   |
| Разом    | 932     | 197                | 629              | 106                  |